# 穆瓦永
穆瓦永（法語：Moyon，法語發音：[mwajɔ̃]）是法国芒什省的一个市镇，属于圣洛区。2016年，穆瓦永与临近的2个市镇合并为新市镇穆瓦永维拉日，穆瓦永为新市镇行政中心。

## 地理
穆瓦永（49°0'3"N, 1°7'7"W）面积23.74 平方千米，位于法国诺曼底大区芒什省，该省份为法国西北部沿海省份，西、北、东北三面环大西洋，东起顺时针与卡爾瓦多斯省、奧恩省、马耶讷省和伊勒-维莱讷省接壤。
与穆瓦永接壤的市镇（或旧市镇、城区）包括：勒梅尼勒埃尔芒、舍夫里、博库德赖、费尔瓦什。
穆瓦永的时区为UTC+01:00、UTC+02:00（夏令时）。

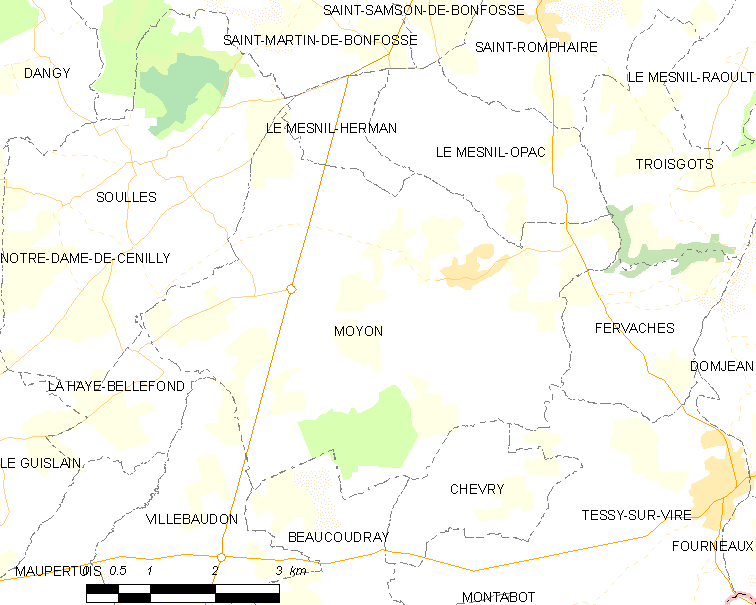
穆瓦永的OSM定位图

## 行政
穆瓦永的邮政编码为50860、50420，INSEE市镇编码为50363。

## 政治
穆瓦永所属的省级选区为维尔河畔孔代县。

## 人口

1962-2008年间穆瓦永人口变化图示

穆瓦永于2018年1月1日时的人口数量为1094人。